# Красный борец (завод)
ОАО Станкозавод «Красный борец» (бел. ААТ Станказавод «Чырвоны барацьбіт») — белорусский станкостроительный завод в Орше, один из крупнейших на постсоветском пространстве заводов по производству металлообрабатывающего оборудования.
Входит в холдинг «Белстанкоинструмент».

## История
История завода началась в 1900 году, когда на его территории были открыты механические мастерские по изготовлению бочек, цистерн, машин и аппаратов для мельниц и винокуренных заводов, сельскохозяйственного инвентаря. Мастерские достаточно быстро развивались, и к 1914 году выросли в небольшое предприятие. Завод стал основным металлообрабатывающим предприятием города Орши и в 1928 году получил название — Механический и чугунолитейный завод «Красный борец».
В годы индустриализации завод развивался значительными темпами. К 1941 году он стал крупным промышленным предприятием по ремонту и изготовлению сельскохозяйственных машин, запасных частей, станочного оборудования и товаров народного потребления.

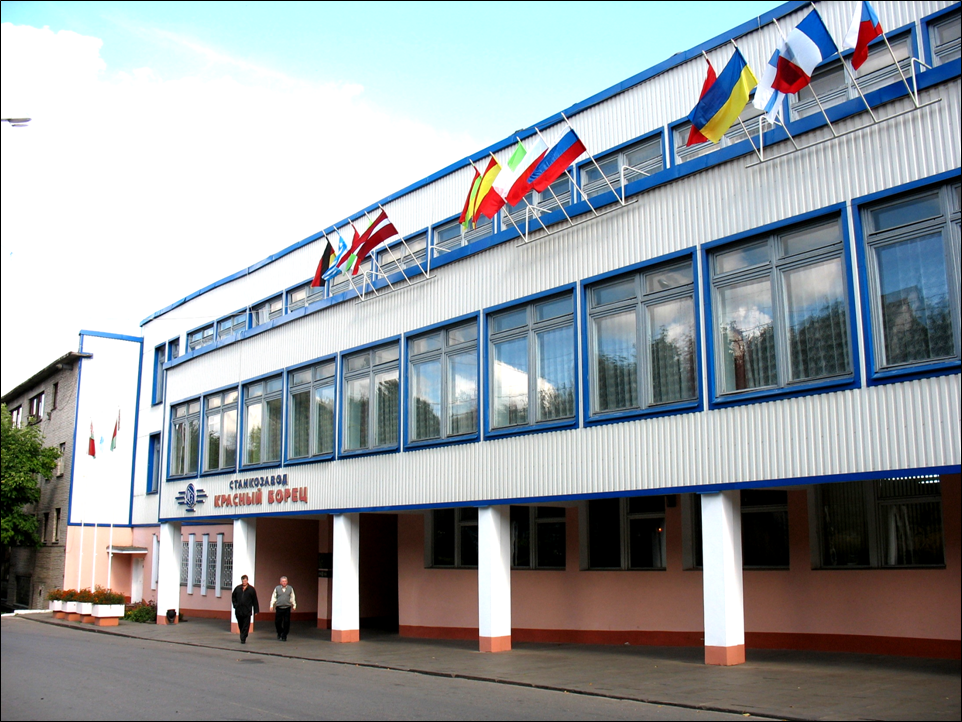

В год начала Великой Отечественной войны основное оборудование было вывезено в город Реж Свердловской области для производства боеприпасов для фронта.
После войны полностью разрушенный завод был восстановлен, начался выпуск фуговочных, долбёжно-фрезерных и сверлильных станков.
В 1959 году завод получил новую специализацию — станкостроительное предприятие по производству плоскошлифовальных станков высокой и особо высокой точности. С этого периода предприятие и его продукция получили мировую известность.
В 1966 году плоскошлифовальный станок особо высокой точности модели 3711 был награждён Золотой медалью, а в 1967 году первым среди металлорежущих станков в СССР удостоен Государственного знака качества.

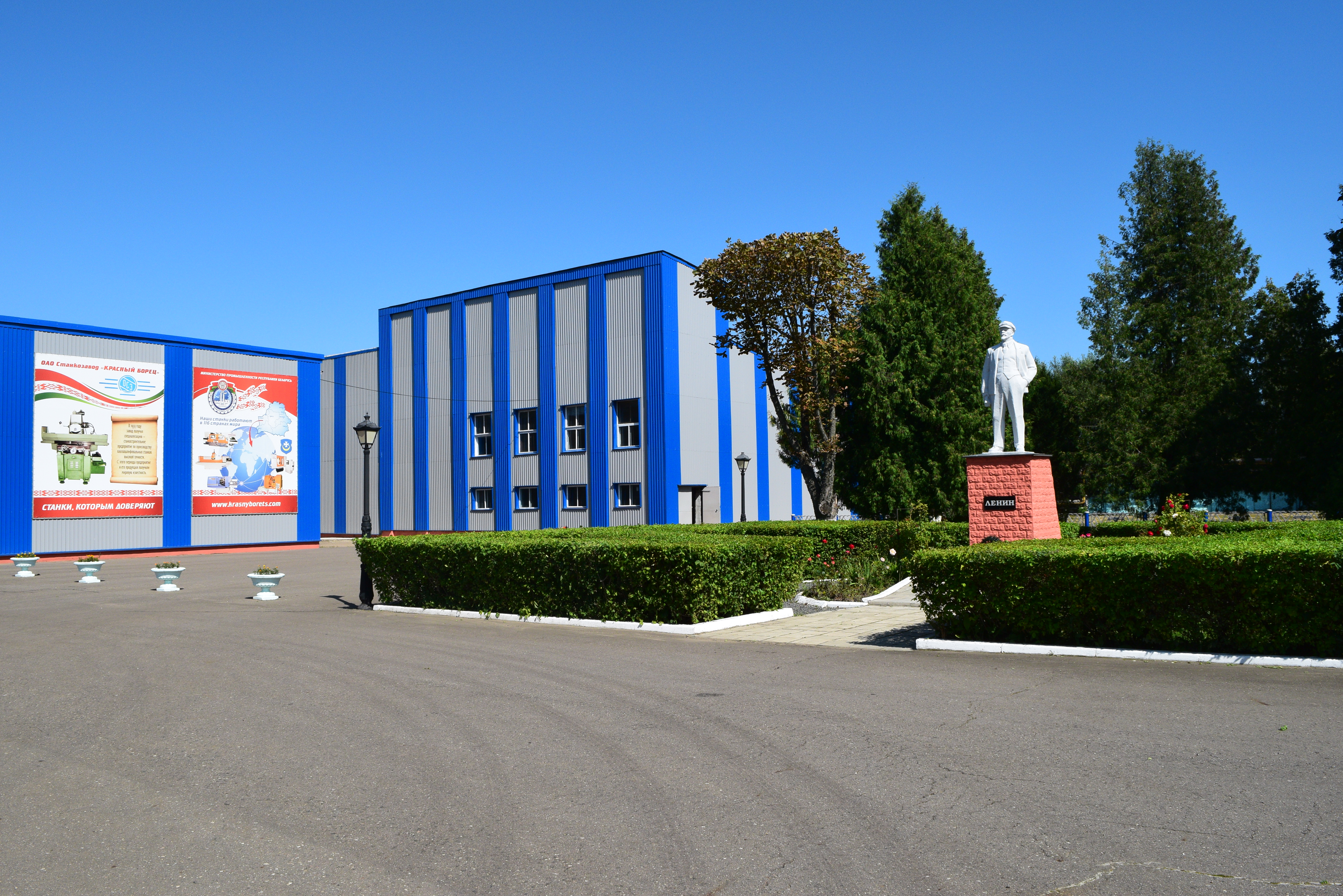

История зарубежных поставок начиналась с 1961 года, когда первая партия изделий с оршанской маркой была отгружена в Индию.
За большой вклад в развитие станкостроения в 1971 году Оршанский станкостроительный завод «Красный борец» был награждён орденом Трудового Красного Знамени.

## После распада СССР
В 1990-е годы на заводе получили развитие такие направления, как выпуск машин лазерной резки, камнеобрабатывающего оборудования, станков для малой механизации (точильно-шлифовальные, абразивно-отрезные, гибочные машины), деревообрабатывающих станков и инструментов, оборудования для ремонтных работ на железной дороге, прессов кривошипно-шатунных, электромагнитных плит, гидронасосов. При этом сохранятся выпуск шлифовальных прецизионных станков.

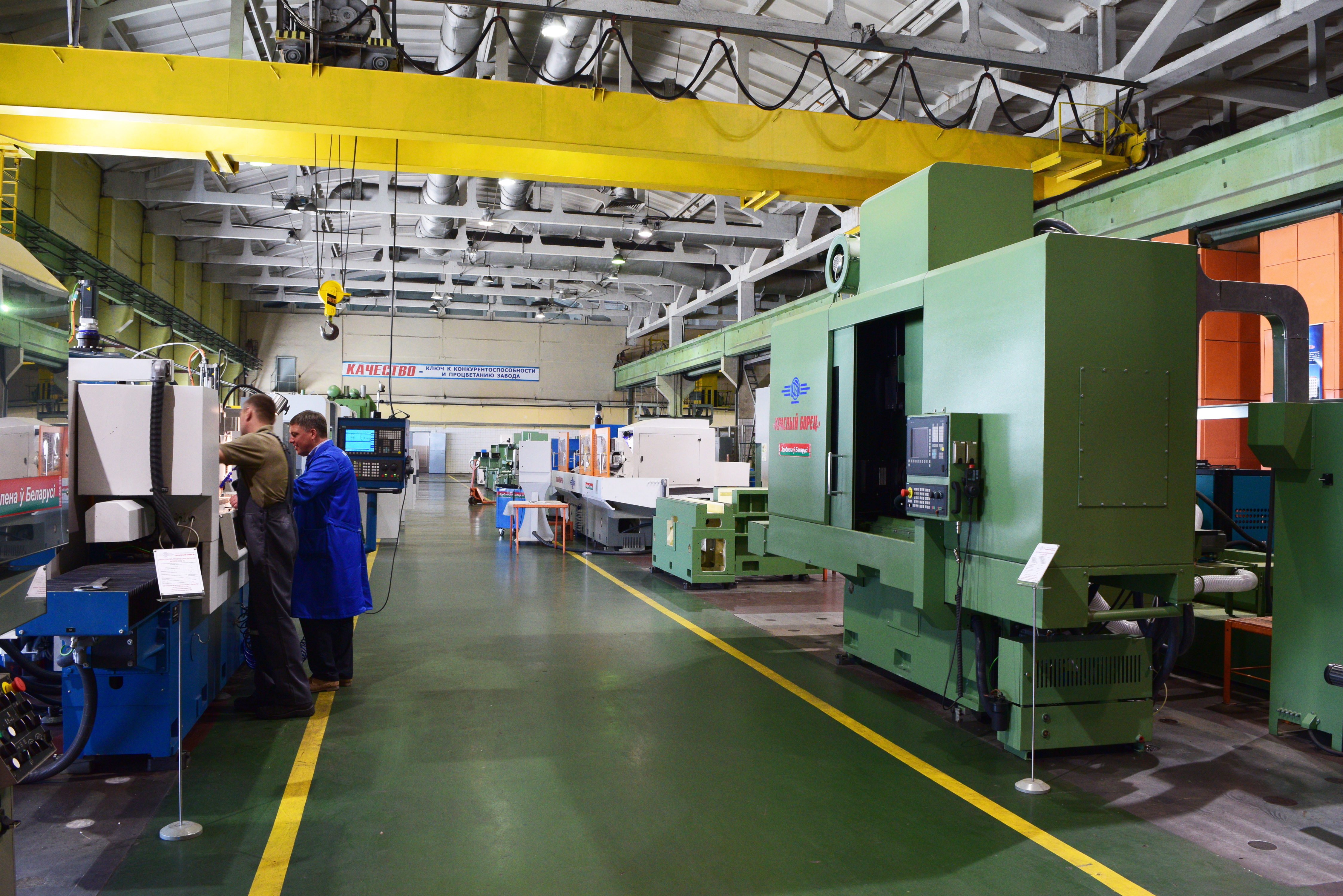

В 2015 году на ОАО Станкозавод «Красный борец» были внедрены интегрированные системы менеджмента (ИСМ): система менеджмента качества (СМК), система управления окружающей средой (СУОС) и система управления охраной труда (СУОТ); данные системы регулируют процессы разработки, производства и обслуживания металлорежущих станков и кузнечно-прессового оборудования, направлены на обеспечение высокого качества и конкурентоспособности выпускаемой продукции, безопасности условий труда и минимального воздействия на окружающую среду. 
В 2018 году предприятие перешло на новую версию стандартов СТБ ISO 9001-2015 и СТБ ИСО 14001-2017, что подтверждается сертификатами соответствия QMS‑00065 и BY/112 05.01.002 00044, BY/112 06.01.002 00345, BY/112 05.04.002 01400, выданных Национальной системой подтверждения соответствия РБ и Немецким советом по аккредитации.
Оршанский станкозавод «Красный борец» — одно из крупнейших предприятий в Республике Беларусь по производству прецизионного металлообрабатывающего оборудования. Благодаря качеству, соответствующему европейским требованиям продукция завода поставляется на экспорт и работает более чем в 110 странах мира. 

Завод «Красный борец» — это:
- 29,3 тыс. кв. метров производственных площадей;
- свыше 720 единиц технологического оборудования;
- 106 станков с ЧПУ, автоматов и полуавтоматов;
- более 100 наименований номенклатуры выпускаемой продукции[4].

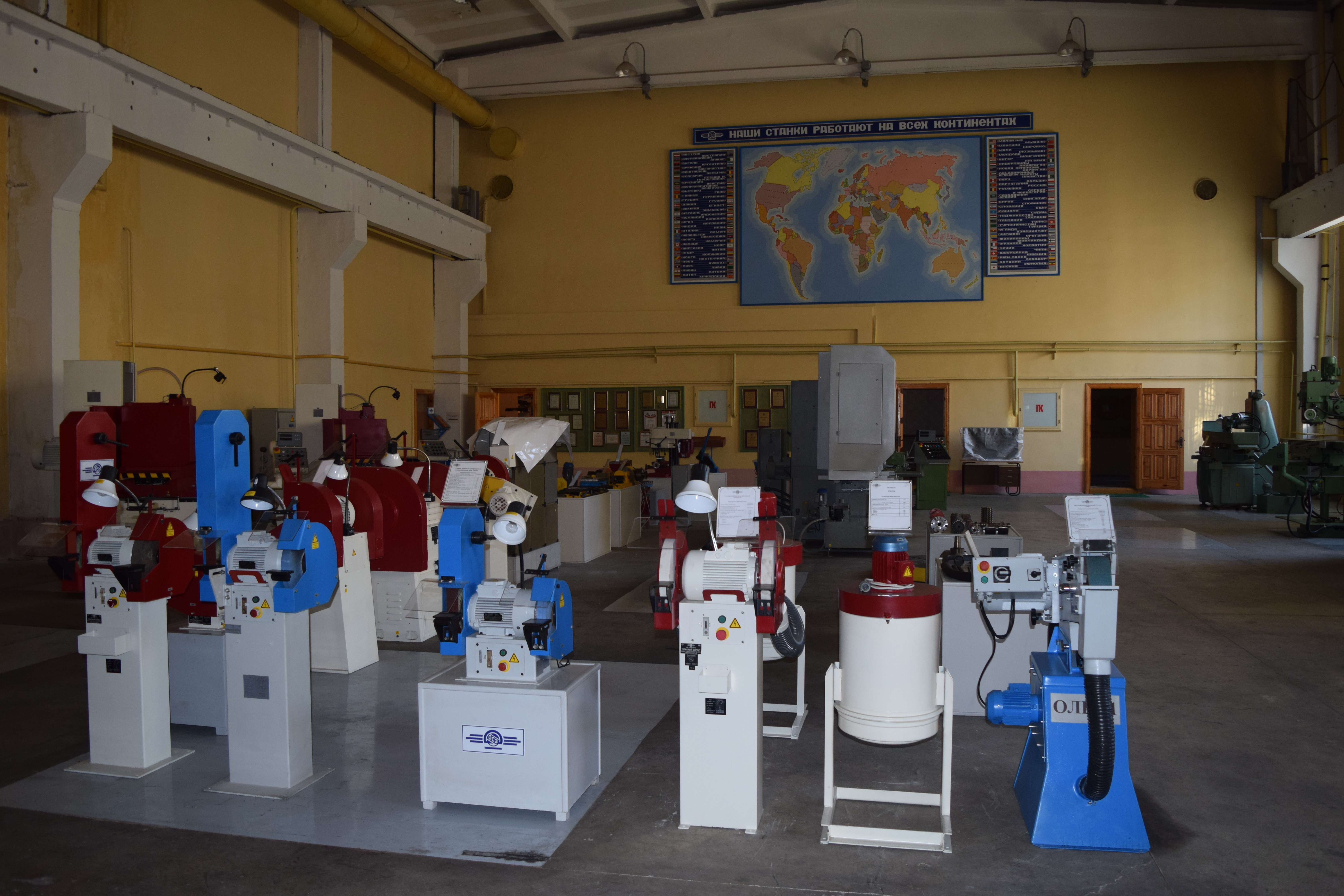

На заводе «Красный борец» освоен выпуск многих видов шлифовального оборудования — как универсального, так и специального, с различным уровнем автоматизации: круглошлифовальных, торцешлифовальных, резьбошлифовальных, внутришлифовальных станков с ЧПУ различных типоразмеров.
Также производятся серийно: 
прессы кривошипно-шатунные, 
станки малой механизации (точильно-шлифовальные, точильно-шлифовально-полировальные, ленточно-шлифовальные, сверлильные, сверлильно-фрезерные, отрезные, прессы ручные гидравлические), 
технологическое оборудование (пылеотсасывающие устройства, транспортеры для удаления стружки, плиты магнитные и электромагнитные, универсальные делительные головки), 
станочные приспособления для профильного шлифования, 
товары народного потребления.
В мае 2023 года президент Украины Владимир Зеленский ввёл санкции против завода.

## Награды
За инновации и высокое качество выпускаемой продукции предприятие удостаивалось государственных премий:
- сертификат Министерства промышленности «Лидер отрасли 2014», а также «Экспортер/импортер года» в области внешнеэкономической деятельности;
- лауреат Всероссийской премии «Национальная марка качества — 2016» с присуждением почетного звания «Гарант качества и надежности».

В 2019 году настольный сверлильно-фрезерный станок модели СФ‑1 был признан одним из лидеров конкурса «Лучшие товары Республики Беларусь».